# سید علی موسوی بصری
سیدعلی موسوی بصری (زاده ۱۳۰۸ - درگذشته ۲۵ دی ۱۳۹۳) از بزرگان مکتب شیخیه کرمانیه بود که پیروان محمدکریم خان کرمانی می‌باشند و در شهرهای بصره، کرمان و تهران و بسیاری نقاط دیگر وجود دارند.
وی در سنین جوانی نزد والد عبدالله موسوی علم صرف و نحو و کتاب مبارک الجامع الشرایع فی‌الاحکام الشرعیه و رجوم‌الشیاطین و الفصول‌الحکمت الهیه و بسیاری مطالب مهم اصول فقه را فرا گرفته پس از آن به  ابوالقاسم خان ابراهیمی رسیده و همچنین نزد عبدالرضاخان ابراهیمی حاضر شد. او همچنین علوم رجال و میزان و تنقیح‌المقال فی‌العلم و هیئت و نجوم و اسطرلاب و حکمت تلمذ نموده و با درایت ذاتی در کلیه علوم مختلفه سرآمد زمان گردید.

## درگذشت
موسوی در ۲۵ دی ۱۳۹۳ در شهر بصره، زادگاه خودش، درگذشت.